# Atteva anisochrysa
Atteva anisochrysa is een vlinder uit de familie Attevidae. De wetenschappelijke naam van de soort werd in 1928 gepubliceerd door Edward Meyrick.